# Antoine Michel
Antoine Michel est un acteur français né le 13 mars 1978 à Paris.

## Biographie
Repéré par une photographe à l'âge de 5 ans, il commence par jouer dans des publicités, il en a notamment tournées sous les directions de David Lynch et de Mario Testino. À l'adolescence, il se passionne pour le théâtre et le jeu d'acteur, il suit plusieurs cours tout en commençant à sillonner la France avec de jeunes compagnies.
Il décroche son premier rôle important à la télévision en 2002 dans À cause d'un garçon de Fabrice Cazeneuve, il y joue le frère du héros, un jeune boxeur révolté. Après un petit rôle dans une série de TF1 avec Richard Berry Péril imminent, il tourne sous la direction de Paul Vecchiali dans le rôle de Philippe Dessaix dans Et + si @ff (en tout bien, tout bonheur).
En 2006, il tient un des rôles principaux de L'Équilibre de la terreur de Jean-Martial Lefranc, un thriller politique traitant du terrorisme, dans lequel il incarne un djihadiste.
En 2007 et 2008, il fait plusieurs voyages à New York ou il étudie la technique de jeu Meisner. Puis il apparaît dans les séries françaises Une famille formidable et Profilage mais aussi dans la série américaine Gossip Girl.
Au cinéma on l'aperçoit dans la comédie politique Le Nom des gens de Michel Leclerc et dans la comédie noire Poupoupidou de Gérald Hustache-Mathieu.
Entre deux tournages, il retrouve régulièrement les planches, il y joue du Edward Bond, du Peter Handke, du Robert Pinget, du Jean Cocteau, du Molière...
En 2011, il fait une tournée avec des humoristes à travers la France dans un spectacle intitulé Quand je serai grand, je serai intermittent.
En 2012, il crée sur scène une comédie burlesque Xitation d'Emmanuel Darley, une comédie politico-sociale sur le Storytelling Nous créons la joie, fermez les volets de Hanna Lasserre et tourne La porte de Pierre, un film poétique et fantastique dans lequel il interprète Pierre, un jeune homme rêveur et bourré d'imagination.
2013 est l'année des tournages Piste noire de Jalil Naciri, En direct sur , Dernier Recours et Meurtres à Rocamadour, un thriller de Lionel Bailliu dans lequel il interprète un psychopathe face à Clémentine Célarié et Grégori Dérangère pour la télévision.
En 2014, il est de retour sur les planches avec Quand Je serai grand, je serai prince charmant au théâtre des Feux de la rampe, une comédie jeune public complètement déjantée.
En 2015, il est au Festival d'Avignon (Théâtre du Forum) dans Quand Je serai grand, je serai prince charmant, il est également toujours sur les planches mais cette fois à Paris dans "Oscar in Love" dans lequel il campe le rôle de Gustave .
En 2016, il apparaît dans la série culte de France 3, Plus belle la vie, dans le rôle de Cédric Watt mais aussi dans « Les Mystères de l’amour » sur TMC et dans la série de Canal +, Le bureau des Légendes.
En 2017, on le retrouve encore sur France 3 dans Agathe Koltès dans le rôle de Tristan Wichniak, le fils de Guy Wichniak interprété par Serge Riaboukine.
En 2018, il incarne au théâtre Thésée dans Phèdre de Sénèque.
En 2019, il joue Mr Tissandier un père qui doit encaisser la mort de sa fille dans la série de TF1 Balthazar et tourne aussi dans Kaolin de Corentin Lemétayer Le Brize dans lequel il incarne le papa d’une petite fille handicapée qui rêve de refaire de la moto cross.
En 2020, il tient le rôle de l'espion canadien Raymond Labrosse dans le film de guerre historique Le Réseau Shelburn et il incarne également Jean-Noël Normand dans les deux derniers épisodes de la saison 18 de la série de TF1 Alice Nevers.
En 2021, il joue Malesherbes dans la saison 5 de la série "La guerre des trônes" diffusée sur France 5 et le top model Esteban Gomez dans "Trop beau pour toi" sur TF1.
En 2022, il réalise son premier court-métrage "Dernière rencontre" qui est sélectionné dans de nombreux festivals et il commence le tournage du film de Nicolas Guillou "Nous serons toujours là ! Plogoff 1980" dans lequel il incarne un pêcheur amoureux de la femme de son meilleur qui devient un des leaders activistes anti-nucléaire. 
En 2023 il joue dans la série de RTL9 "Jour d'audience".
En 2024 on le retrouve sur les planches du théâtre Clavel dans "Tout l'or du monde".

## Filmographie

### Cinéma
- 2006 : Et + si @ff  de Paul Vecchiali : Philippe Dessaix
- 2006 : L'Équilibre de la terreur de Jean-Martial Lefranc : Gérard-Ahmed Assam
- 2010 : Le Nom des gens de Michel Leclerc : le photographe
- 2011 : Poupoupidou de  Gérald Hustache-Mathieu : pompier
- 2012 : La porte de Pierre d'Alexandre Dinaut : Pierre
- 2015 : Toute première fois de Maxime Govare, Noémie Saglio : ami d'Antoine
- 2015 : Piste noire de Jalil Naciri : Paul
- 2020 : Kaolin de Corentin Lemétayer Le Bize : le père
- 2020 : Le Réseau Shelburn de Nicolas Guillou : Raymond Labrosse
- 2022 : Dernière rencontre de Antoine Michel : scénariste et réalisateur
- 2024 : Nous serons toujours là ! Plogoff 1980 de Nicolas Guillou : Antoine

### Télévision
- 2002 : À cause d'un garçon, téléfilm de Fabrice Cazeneuve : Régis Molina
- 2004 : Péril imminent : le grand maître
- 2009 : Une famille formidable : le modèle du peintre
- 2010 : Gossip Girl : le Français avec qui sort Serena
- 2010 : Profilage : Antoine Chassagne
- 2013 : Dernier Recours : Rémi de Martignac
- 2013 : Le Jour où tout a basculé, épisode Relations tumultueuses : Zaki[2]
- 2014 : Meurtres à Rocamadour, téléfilm de Lionel Bailliu : Marc Fournel /Olivier Granville
- 2016 : Plus belle la vie : Cédric Watt (13 épisodes)
- 2016 : Les Mystères de l'amour : Adrien Nabette
- 2016 : Le bureau des Légendes : le technicien de la DT
- 2017 : Agathe Koltès : Tristan Wichniak
- 2019 : Balthazar : M. Tissandier
- 2020 : Alice Nevers: Le juge est une femme : Jean-Noël Normand (2épisodes)
- 2021 : La Guerre des trônes, la véritable histoire de l'Europe : Malesherbes
- 2021 : Trop beau pour moi : Esteban gomez
- 2024 : Jour d'audience : Marco Kettani

## Théâtre
- 1998 : La Furie des nantis d'Edward Bond
- 1999 : Collisions de Christophe Botti
- 1999 : Architruc de Robert Pinget
- 2000 : Outrage au public (Publikumsbeschimpfung) de Peter Handke
- 2001 : Seul ?
- 2001 : Vincent ou la Petite Histoire d'un collectionneur de ruptures de Christophe Botti
- 2003 : Le Livre blanc de Jean Cocteau
- 2008 : La Fellation du diable
- 2009 : Les Fourberies de Scapin de Molière
- 2009 : L'Avare de Molière,
- 2011 : Quand je serai grand, je serai intermittent
- 2012 : Xitation d'Emmanuel Darley
- 2012 : Nous créons la joie, fermez les volets théâtre de la Manufacture des Abbesses
- 2014/2015 : Quand je serai grand, je serai prince charmant théâtre des Feux de la rampe et Théâtre du Forum (Festival d'Avignon 2015)
- 2015 : Oscar in Love de Georges Smadja
- 2017 : Phèdre de Sénèque